# ナウ・ニハール・シング
ナウ・ニハール・シング（Nau Nihal Singh, 1821年10月8日  - 1840年11月6日）は、北インドのパンジャーブ地方、シク王国の君主（在位：1839年 - 1840年）。

## 生涯
1821年3月9日、シク王国の君主（このときはまだ君主ではない）カラク・シングの息子として生まれた。
1839年10月8日、父であるカラク・シングを廃位、投獄したことで、息子であるナウ・ニハール・シングが即位した。
1840年11月6日、ナウ・ニハール・シングは前日に死んだ父の葬儀からラホール城へと帰還した際、門の修理をしていた石工が落とした岩が頭に激突して死亡した。

## ギャラリー
- ナウ・ニハール・シング
- ナウ・ニハール・シングのハーヴェリー